# Freja
Freja (także Freyja, Freya, Frøya, od staronord. Valfreyja lub Vanadís (Vanadis), co oznacza Pani Wanów) – bogini nordycka należąca do wanów asgardzkich, bliźniacza siostra Frejra. Była bóstwem wegetacji, miłości, płodności i magii. Ponadto patronowała wojnie, połowa poległych wojowników podlegała jej władzy na polach Fólkvangr (reszta należała do Odyna – w Walhalli). Jej mężem był Od (letnie słońce), córkami Hnoss („skarb”) i Gersimi („klejnot”). Ona, jej brat Frejr, ojciec Njörðr i matka są członkami Vaniru.
Według mitów uważana za najpiękniejszą z bogiń. Jej obecność na Asgardzie gwarantowała innym bóstwom szczęśliwe życie. Jej atrybutem był złoty naszyjnik Brisingamen. Freja posiadała też drugi naszyjnik, Hildiswin, wykuty przez dwóch braci – Daina i Nabbiego, krasnoludzkich złotników. Często towarzyszyły jej małe białe koty, które powoziły jej rydwanem, oraz dzik Hildisvíni. Wyobrażano ją często jako postać otoczoną okrągłym pierścieniem, który przedstawiał jej naszyjnik i symbolizował płodność.
Jest boginią, której poświęcono najwięcej mitów, zazwyczaj jednak stanowi w nich przedmiot pożądania olbrzymów, bogów i ludzi. Jej kult utrzymywał się do XIII wieku, a wiele jej atrybutów przypisano w Skandynawii Matce Bożej.
Od staronordyckiego imienia bogini „Vanadís” pochodzi nazwa pierwiastka chemicznego wanad. Nazwę zaproponował w 1831, szwedzki chemik Nils Gabriel Sefström. Nazwę Vanadis (240) nosi również planetoida odkryta w 1884 roku przez Alphonse Borrelly’ego.
Freja często przybierała postać sokoła. Miała swój pałac Folkwang w Asgardzie. U stołu wojowników Walhalli zajmowała miejsce równe Odynowi. Posiadała moc zmieniania ludzi w dziki.
Atrybuty Frei:
- złoty naszyjnik Brisingamen,
- Hildisvin – dzik będący jej wierzchowcem,
- szata z sokolich piór,
- powóz zaprzężony w uskrzydlone koty.